# 차원 축소 (물리학)
이론물리학에서, 차원 축소(次元縮小, 영어: dimensional reduction)는 고차원에 정의된 장론으로부터, 더 낮은 차원에 존재하는 장론을 구성하는 방법이다.

## 정의
{\displaystyle D+n}차원에서, 어떤 장론이 주어졌다고 하자. 그렇다면, 이를 다음과 같은 과정을 가하자.
- 우선, 이 이론을 {\displaystyle M_{D}\times \Sigma _{n}}의 꼴의 공간 위에 정의한다 (축소화). 여기서 {\displaystyle \Sigma _{n}}은 콤팩트 리만 다양체이며, 보통 {\displaystyle n}차원 원환면을 사용한다.
- 이제, {\displaystyle \Sigma _{n}}의 부피가 0이 되는 극한을 취한다. 그렇다면, 질량이 {\displaystyle \Sigma _{n}}의 크기의 역수에 비례하는 칼루차-클라인 장들은 무한대의 질량을 갖게 되어, 이론에서 적분하여 없앨 수 있다.

그렇다면, {\displaystyle M_{D}} 위에 정의되는 {\displaystyle D}차원 장론을 얻게 된다. 이를 원래 이론의 {\displaystyle D}차원 차원 축소라고 한다.

## 성질
구체적으로, 장들은 차원 축소 아래 다음과 같은 표현을 갖는다. 여기서
- {\displaystyle M,N,\dotsc \in \{0,1,\dotsc ,D+n-1\}}는 {\displaystyle D+n}차원에서의 벡터 지표이다.
- {\displaystyle \mu ,\nu ,\dotsc \in \{0,1,\dotsc ,D-1\}}는 {\displaystyle D}차원에서의 벡터 지표이다.
- {\displaystyle i,j,\dotsc \in \{D,D+1,\dotsc ,D+n-1\}}는 축소된 차원들의 지표이다.

### 스칼라장
스칼라장은 차원 축소 아래 하나의 스칼라장으로 남는다.

### 양-밀스 장
{\displaystyle D+n} 차원에서, 게이지 군 {\displaystyle G}에 대한 양-밀스 장 {\displaystyle A_{M}^{a}}는 {\displaystyle D}차원에서 1개의 양-밀스 장 {\displaystyle A_{\mu }^{a}} 및 {\displaystyle n}개의 딸림표현 스칼라장 {\displaystyle A_{i}^{a}}들로 분해된다.

### 미분 형식
{\displaystyle D+n}차원에서 {\displaystyle p}차 미분 형식 게이지 장 {\displaystyle A_{M_{1}\dotsb M_{p}}}가 주어졌다고 하자. 그렇다면, 이는 {\displaystyle D}차원에서 다음과 같은 장들을 이룬다.
- 각 {\displaystyle k\in \{0,1,\dotsc ,p\}}에 대하여, {\displaystyle \textstyle {\binom {n}{p-k}}}개의 {\displaystyle k}차 미분 형식 게이지장 {\displaystyle A_{\mu _{1}\dotso \mu _{k}i_{k+1}\dotso i_{p}}}

이때, {\displaystyle k}차 미분 형식 게이지장은 물론 쌍대화에 따라서 {\displaystyle D-2-k}차 미분 형식 게이지장과 동치이다.

### 중력장
{\displaystyle D+n}차원의 중력장 {\displaystyle g_{MN}}은 {\displaystyle D}차원에서 다음과 같이 분해된다.
- {\displaystyle n(n+1)/2}개의 스칼라장 {\displaystyle g_{ij}}. 이 가운데 하나는 딜라톤을 이룬다.
- 1개의 중력장 {\displaystyle g_{\mu \nu }}
- {\displaystyle n}개의 U(1) 게이지장 {\displaystyle g_{\mu i}}. 그 게이지 대칭은 {\displaystyle D+n}차원 미분 동형 사상 게이지 대칭 가운데 {\displaystyle D}차원 미분 동형 사상 게이지 대칭에 속하지 않는 것들로 구성된다.

### 페르미온
페르미온은 차원 축소 아래 페르미온으로 남게 된다. 만약 {\displaystyle D}가 홀수일 때, {\displaystyle D+1}차원에서의 바일 스피너는 {\displaystyle D}차원에서의 디랙 스피너가 된다.

## 예
4차원 일반 상대성 이론을 3차원으로 차원 축소한다고 하자. 이 경우, 4차원 중력장은 3차원에서 하나의 중력장과 하나의 게이지장 및 하나의 딜라톤으로 분해된다. 그런데 3차원은 다음과 같은 특별한 성질을 갖는다.
- 3차원에서 중력장은 국소 자유도를 갖지 않는다.
- 3차원에서 게이지장은 스칼라장과 동치이다.

즉, 이 경우 2개의 스칼라장만이 남게 되어, 일종의 시그마 모형으로 적을 수 있게 된다.
구체적으로, 4차원 필바인 {\displaystyle E_{M}{}^{A}}을 다음과 같이 적자.
{\displaystyle E_{M}{}^{A}={\begin{pmatrix}e_{\mu }{}^{\alpha }/{\sqrt {\Delta }}&{\sqrt {\Delta }}A_{\mu }\\0&{\sqrt {\Delta }}\end{pmatrix}}}
여기서
- {\displaystyle e_{\mu }{}^{\alpha }}는 3차원 필바인이다.
- {\displaystyle \Delta }는 딜라톤이다.
- {\displaystyle A_{\mu }}는 3차원의 게이지장이다.

이 경우, 작용은 다음과 같다.
{\displaystyle S=\int _{M_{3}}\left(\det e)(-{\frac {1}{4}}\operatorname {Ric} [e]-{\frac {1}{16}}\Delta ^{2}F^{\mu \nu }F_{\mu \nu }+{\frac {1}{8}}\Delta ^{-2}\partial ^{\mu }\Delta \partial _{\mu }\Delta \right)}
여기서 물론 지표의 올림과 내림은 3차원 계량 {\displaystyle g_{\mu \nu }=e_{\mu }{}^{\alpha }e_{\nu }{}^{\beta }\eta _{\alpha \beta }}에 의한 것이다.
이제, 게이지장을 다음과 같이 스칼라장으로 쌍대화할 수 있다. 게이지장의 가우스 법칙
{\displaystyle \partial _{\mu }\left((\det e)\Delta ^{2}F^{\mu \nu }\right)=0}
은 다음과 같은 자기 퍼텐셜 스칼라장
{\displaystyle \partial _{\mu }B={\frac {1}{2}}\epsilon _{\mu }{}^{\nu \rho }F_{\nu \rho }\Delta ^{2}}
으로 (국소적으로) 풀 수 있다. 이를 대입하면, 다음과 같은 작용을 얻는다.
{\displaystyle S={\frac {1}{8}}\int _{M_{3}}(\det e){\frac {\partial ^{\mu }B\partial _{\mu }B+\partial ^{\mu }\Delta \partial _{\mu }\Delta }{\Delta ^{2}}}}
이는 {\displaystyle (B,\Delta )}에 대한 시그마 모형이며, 이 시그마 모형의 과녁 공간인 리만 다양체는 2차원 쌍곡 평면이다.
물론, 3차원 중력장은 국소 자유도를 갖지 않지만, 대역적 (위상수학적) 자유도를 가질 수 있다. 즉, 위와 같은 분석은 국소적 자유도만을 고려한 것이다.

## 같이 보기
- 축소화
- 칼루차–클레인 이론
- 초중력
- 양자 중력

## 참고 문헌
1. ↑  Gibbons, G. W.; Hawking, Stephen W. (1979). “Classification of gravitational instanton symmetries”. 《Communications in Mathematical Physics》 (영어) 66 (3): 291–310. MR 0535152.
2. ↑  Julia, Bernard (1981). 〈Group disintegrations〉.   Hawking, Stephen W.; Roček, Martin. 《Superspace and Supergravity, Proceedings of the Workshop held in July 1980 in Cambridge, England》 (영어). Cambridge University Press. 331–350쪽. Bibcode:1981sssg.conf..331J.